# Alina Janowska

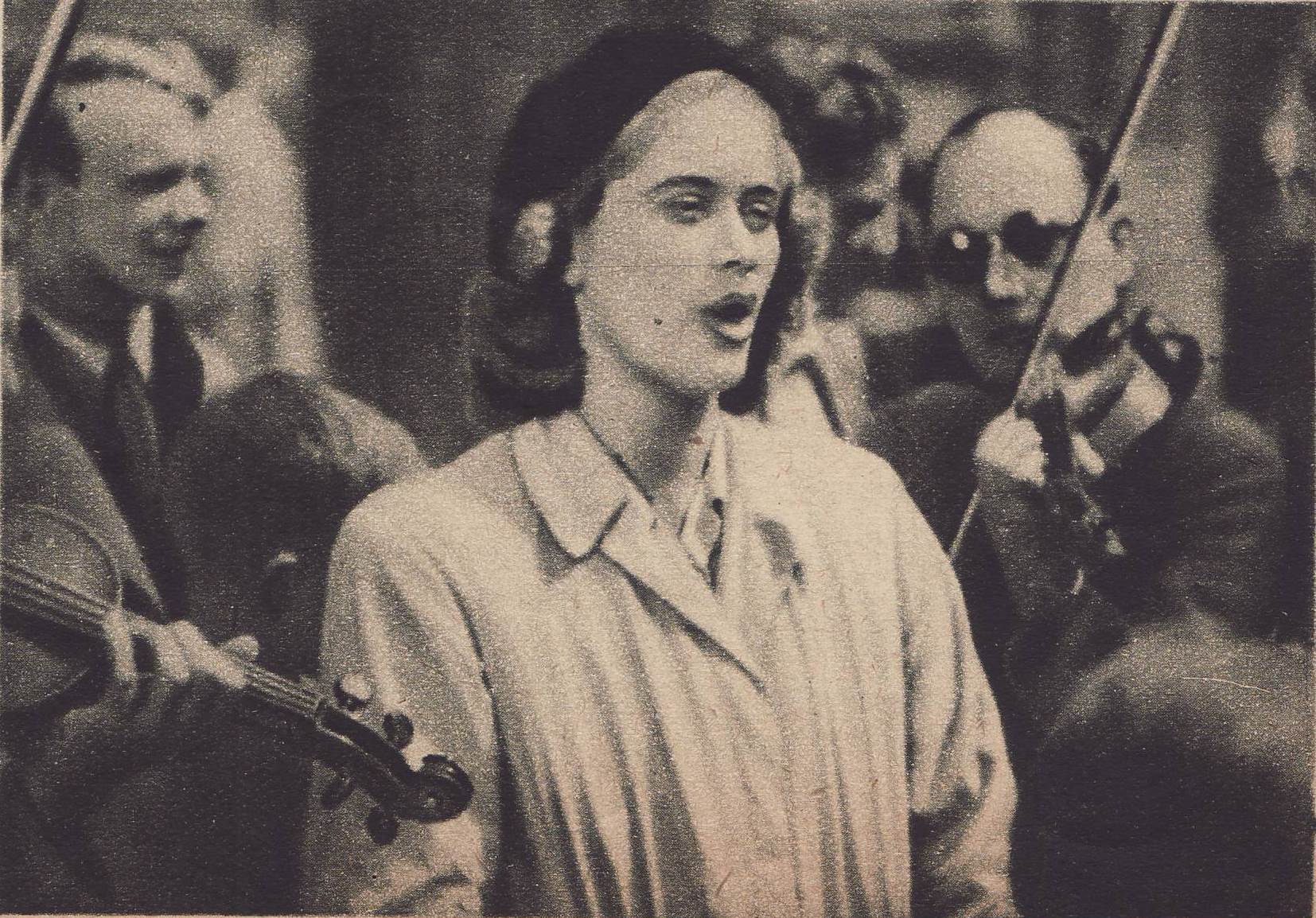
Alina Janowska (September 1946)

Alina Maria Janowska-Zabłocka (* 16. April 1923 in Warschau; † 13. November 2017 ebenda) war eine polnische Schauspielerin.

## Leben
1944 nahm sie aktiv am Warschauer Aufstand teil. Sie debütierte 1943.

## Filmografie (Auswahl)
- 1946: Zakazane piosenki – Regie: Leonard Buczkowski
- 1947: Die letzte Etappe (Ostatni etap) – Regie: Wanda Jakubowska
- 1948: Der Schatz (Skarb) – Regie: Leonard Buczkowski
- 1948: Ślepy tor – Regie: Bořivoj Zeman
- 1949: Die Teufelsschlucht (Czarci żleb) – Regie: Tadeusz Kański
- 1961: Samson – Regie: Andrzej Wajda
- 1961: Vergangenheit (Czas przeszły) – Regie: Leonard Buczkowski
- 1963: Backfisch (Smarkula) – Regie: Leonard Buczkowski
- 1965–1966: Wojna domowa (Fernsehserie) – Regie: Jerzy Gruza
- 1967: Eheberatung (Poradnik matrymonialny)
- 1968: Sekunden entscheiden (Stawka większa niż życie) (Fernsehserie)
- 1971: Der Specht (Dzięcioł) – Regie: Jerzy Gruza
- 1972: Podróż za jeden uśmiech
- 1976: Die Moral der Frau Dulska (Dulscy)
- 1985: Oh, Karol! (Och, Karol)
- 1991: V. I. P. – Regie: Juliusz Machulski
- 1991: Rozmowy kontrolowane
- 1997–2010: Złotopolscy (Fernsehserie)
- 2001: Wszyscy święci
- 2008: Niezawodny system
- 2010: Ostatnia akcja
- 2010–2011: Plebania (Fernsehserie)